# Tenkai Knights
Tenkai Knights (テンカイナイト, Tenkai Naito) é um anime nipo-canadense de 2013, produzido pela Shogakukan-Shueisha Productions e Spin Master e animado pelo estúdio Bones e também pela Shogakukan Music & Digital Entertainment. Nos EUA estreou pelo Cartoon Network em 24 de agosto de 2013 e no Canadá pelo Teletoon em 28 de setembro de 2013. Depois de um ano, a série estreou no Japão pela TV Tokyo 5 de abril de 2014. Em Portugal a série estreou pelo Biggs em 1 de setembro de 2014 às 07h30.

## Enredo
Eons atrás, um planeta pacífico chamado Quarton, e povoado por blocos de vida que mudam de forma chamados Tenkai, foi devastada por uma guerra entre duas facções opostas: o Exército Corekai, liderados pelo valente e destemido comandante Beagle ("Beag"); e o Exército Corrupted, liderado pelo implacável guerreiro Vilius, que desejava obter a fonte da energia Tenkai para seus próprios fins. No entanto, os únicos que eram fortes o suficiente para derrotá-lo eram os lendários Tenkai Knights do Exército Corekai: Bravenwolf, Tributon, Valorn, Lydendor e Dromus. Enfrentando a derrota, Vilius desencadeou o poderoso Dragão Tenkai, que mais tarde foi derrotado por cinco cavaleiros, seus fragmentos foram espalhados por todo o planeta. Estes heróis nunca mais foram vistos, mas agora, um ano depois, Lord Vilius e o famoso Exército Corrupted voltaram, mais poderosos do que nunca.
Agora, no planeta Terra, no ano de 2034, dentro da Cidade Benham, cinco adolescentes jovens chamados Guren, Ceylan, Toxsa, Chooki, e Gen encontram um portal interdimensional para Quarton onde eles são escolhidos por Boreas dos Guardiões para se tornar a nova geração de Tenkai Knights e prevenir o Senhor Vilius de tomar o controle de dois mundos.

## Mídia

### Anime
A série estreou primeiramente nos Estados Unidos pelo Cartoon Network em 24 de agosto de 2013 às 7:30 AM, e no Canadá pelo canal Teletoon em 28 de setembro de 2013. A dublagem americana foi produzida pela Studipolis e distribuída em DVD pela Phase 4 Films, com o primeiro lançamento em DVD combinando os primeiros episódios, cortando-os e transformando-os em um filme.
No Japão, a série foi adiada para abril, onde seria exibida na TV Tokyo, com o início da transmissão em 5 de abril de 2014, às 09:00 AM. Foi então substituindo o bloco Shogakukan Oha Coliseum e Robocar Poli que tinha duração em torno de meia hora. Várias das afiliadas teriam se atrasado e começado a transmitir em 12 de abril de 2014, às 7:00 AM. O canal japonês BS-Japan teria transmitido em 15 de abril de 2014, às 5:30 PM.
Em Portugal o anime estreou no canal Biggs dia 1 de setembro de 2014 às 07h30 com dobragem portuguesa.
No Brasil a série ainda está em negociação como no restante da América Latina.

### Brinquedos
A linha de brinquedos Tenkai Knights é produzida pela Spin Master sob a marca 'Ionix' de blocos de construção. Spin Master refere-se a Ionix como a próxima geração de construção, com "Bricks isso é Metamorfose". Sua linha de produtos inclui blocos que parecem muito semelhantes aos tijolos de construção tradicionais, mas, na verdade, metamorfoseiam e se desdobram em mini-figuras únicas. A Spin Master distribui os brinquedos nos Estados Unidos e no Canadá, enquanto Happinet lida com os direitos de distribuição dos brinquedos no Japão.

### Lançamento em DVD
O volume em DVD, intitulado "Tenkai Knights: Rise of the Knights" foi lançado dia 4 de fevereiro de 2014 (nos EUA e no Canadá). No Japão, Happinet e Victor Entertainment lançaram o DVD dia 2 de agosto de 2014.

### Música
Existe 1 abertura e 2 encerramentos. A abertura se chama "Get the Glory" que foi cantada por Ayako Nakanomori. O primeiro encerramento se chama "Shunkan Diamond" (瞬間Diamond, Shunkan Diamond, lit. "Diamante do Momento") que cantado por Rurika Yokoyama, enquanto o segundo encerramento se chama "Shōri no Hanataba o -gonna gonna be hot!-" (勝利の花束を-gonna gonna be hot!-, lit. "Buquê da Vitória -vai, vai ser quente!-") que foi cantado por Cyntia. A trilha sonora da série é composta por MONACA de Star Driver.

### Jogo eletrônico
Em 30 de janeiro de 2014, a Namco Bandai Games anunciou o jogo eletrônico intitulado Tenkai Knights: Brave Battle (テンカイナイト ブレイブバトル, Tenkai Naito Bureibu Batoru) para Nintendo 3DS, que será lançado na América do Norte em 7 de outubro de 2014 e no Japão em 25 de setembro de 2014.